# Aulonothroscus convergens
Aulonothroscus convergens är en skalbaggsart som först beskrevs av Horn 1885.  Aulonothroscus convergens ingår i släktet Aulonothroscus och familjen småknäppare. Inga underarter finns listade i Catalogue of Life.